# Maged George Ilias Ghatas
Maged George Ilias Ghatas  (* 25. November 1949 in Kairo) ist ein ägyptischer Politiker.

## Leben
Maged George Ilias Ghatas schloss 1972 ein Studium der Ingenieurwissenschaften an der ägyptischen Militärakademie in Kairo ab.
Er wurde im Jom-Kippur-Krieg eingesetzt und in den Midaliyyat al-Khidmat al-Tawilla (Orden des 20- bzw. 30-jährigen Dienstes) aufgenommen.
Im Ministerium der Unternehmen der Streitkräfte Ägyptens war er Abteilungsleiter. In Rom war er Militärattaché. In Kairo hatte er ein Kommando über Pioniere.
Im Kabinett Nazif und im Kabinett Schafiq ist er Umweltminister.
| Vorgänger             | Amt                                               | Nachfolger |
| --------------------- | ------------------------------------------------- | ---------- |
| Mamdouh Riyadh Tadros | Ägyptischer Umweltminister 9. Juli 2004 bis heute | —          |